# سریه اسامه بن زید
سریه اسامة بن زید یکی از سرایای محمد -پیامبر مسلمانان- است که به فرماندهی اسامة بن زید انجام شد. این واقعه در ژوئن سال ۶۳۲ میلادی رخ داده‌است. این سریه بین مسلمانان و بیزانس سوریه صورت گرفت. پس از حجة الوداع، محمد، گروهی را به فرماندهی عثمان بن زید برای مقابله با امپراتوری بیزانس به منطقه بلقاء فرستاد. همچنین دستور داد تا تمام اصحاب به جز خانواده خود به سمت سوریه حرکت نمایند تا بتوانند انتقام شکست مسلمانان در نبرد موته را بگیرند.

## شرح واقعه
سریه موته در سال ۶۲۹ میلادی در نزدیکی روستای موته در شرخ رودخانه اردن، بین نیروهای پیامبر اسلام و نیروهای امپراتوری بیزانس رخ داد. این نبرد به جهت انتقام و قصاص علیه غسانیان صورت گرفت. پس از شروع درگیری و کشته شدن فرماندهان مسلمان از جمله جعفر بن ابی‌طالب و زید بن حارثه، فرماندهی به خالد بن ولید داده شد و وی توانست نیروهای اسلام را با عقب‌نشینی به مدینه بازگرداند. در سال ۶۳۲ میلادی و پس از مراسم حجة الوداع، محمد در تدارک نیرو برای حمله به منطقه بلقاء سوریه نمود تا بتواند انتقام جنگ موته را از امپراتوری بیزانس بگیرد.
اسامه (فرزند یکی از فرماندهان کشته شده در جنگ موته) فرمانده سپاه اعزامی به بلقاء شد. پس از انتصاب به فرماندهی اسامه، ابوبکر و عمر نسبت به فرماندهی وی واکنش نشان داده و با انتصاب او مخالفت کردند، دلیل آنها جوانی اسامه ۲۰ ساله معرفی شد. اما محمد با این مخالفت‌ها برخورد کرد و نگرانی‌ها را رد نمود. در این بین و قبل از رسیدن سپاه اسامه به حکومت بیزانس، محمد از دنیا رفت. با از دنیا رفتن محمد، اسامه به مدینه بازگشت.

## اعزام مجدد
پس از به خلافت رسیدن ابوبکر، وی مجدداً اسامه را -با وجود برخی مخالفت‌ها- به سمت سوریه اعزام کرد. سپاه اسامه توانست در مدت ۴۰ الی ۶۰ روز، به امپراتوری بیزانس رسیده، به او حمله کرده و پیروزی در نبرد را کسب نماید.